# 백양초등학교 (경기)
백양초등학교는 대한민국 경기도 고양시에 있는 혁신 초등학교이다.

## 학교 연혁
- 1994.11.01 경기도 도립 학교 설립 조례 공포
- 1995.05.04 백양국민학교 시공
- 1995.11.22 초대 김영기 교장 부임
- 1995.11.25 10학급 인가
- 1995.12.01 백양국민학교 개교(8학급)
- 1996.02.15 제1회 졸업식
- 1996.03.01 백양초등학교(변경)
- 2000.09.17 제2대 고종환 교장 부임
- 2003.03.01 제3대 신동준 교장 부임
- 2008.03.01 제4대 양수현 교장 부임
- 2015.03.01 제6대 송병일 교장 부임
- 2015.03.01 24학급 편성(유치원 및 특수학급 포함)
- 2019.03.04 제7대 전명기 교장 부임

## 참고 자료
- 백양초등학교 - 한국교육학술정보원 학교알리미